# Меншутин, Евгений Петрович
Евгений Петрович Меншутин (1922—1978) — лётчик-ас, подполковник Советской Армии, участник Великой Отечественной войны, Герой Советского Союза (1945).

## Биография
Евгений Меншутин родился 18 ноября 1922 года в Москве. Окончил десять классов школы, занимался в аэроклубе. В 1941 году Меншутин был призван на службу в Рабоче-крестьянскую Красную Армию. В 1942 году он окончил Черниговскую военную авиационную школу пилотов. С марта 1943 года — на фронтах Великой Отечественной войны. Участвовал в Курской битве и битве за Днепр, был тяжело ранен.
К концу войны гвардии лейтенант Евгений Меншутин командовал звеном 152-го гвардейского истребительного авиаполка 12-й гвардейской истребительной авиадивизии 1-го гвардейского штурмового авиакорпуса 2-й воздушной армии 1-го Украинского фронта. К тому времени он совершил 280 боевых вылетов, принял участие в 51 воздушном бою, сбив 13 вражеских самолётов лично и ещё 1 — в составе группы.
Указом Президиума Верховного Совета СССР от 27 июня 1945 года за «образцовое выполнение боевых заданий командования на фронте борьбы с немецкими захватчиками и проявленные при этом мужество и героизм» гвардии лейтенант Евгений Меншутин был удостоен высокого звания Героя Советского Союза с вручением ордена Ленина и медали «Золотая Звезда» за номером 7976.
После окончания войны Меншутин продолжил службу в Советской Армии. Окончил Военно-воздушную академию. В 1959 году в звании подполковника Меншутин был уволен в запас. Проживал и работал в Москве, активно занимался общественной деятельностью. Скончался 5 января 1978 года, похоронен на Химкинском кладбище Москвы.
Был также награждён двумя орденами Красного Знамени, орденами Александра Невского, Отечественной войны 1-й степени и Красной Звезды, рядом медалей.